# NGC 2647
NGC 2647 é uma galáxia  localizada na direcção da constelação de Cancer. Possui uma declinação de +19° 39' 04" e uma ascensão recta de 8 horas, 42 minutos e 43,0 segundos.
A galáxia NGC 2647 foi descoberta em 30 de Outubro de 1864 por Albert Marth.